# 里士满 (犹他州)
里士满（英語：Richmond）是美国犹他州卡什县下属的一座城市。建市于1859年，面积大约为3.45平方英里（8.9平方公里），海拔约为4,610英尺（1,410米）。根据2010年美国人口普查，该市有人口2,470人。